# إبراهيم بن محمد بن خليفة بن سلمان آل خليفة
إبراهيم بن محمد بن خليفة بن سلمان آل خليفة (القرن 19 -1933) هو شاعر بحريني وأديب وساهم بأنشاء مدرسة الهداية الخليفية، وأسس نادي المحرق الأدبي سنة 1920.

## حياته ونشأته
ولد الشيخ إبراهيم الخليفة بمملكة البحرين في منتصف القرن التاسع عشر الميلادي، وتربى في بيت ميسور الحال، كان والده حاكم البلاد وسلطانها، وعهد بتربيته إلى بعض علماء نجد، برع في اللغة العربية وادابها ، ثم ارسله إلى مومباي الهندية لستكمال علومه، كما زار كباحث مكة المكرمة، والمدينة المنورة، وتيماء الحجازية السعودية ،والعراق ، وعدن ، ومنها إلى زنجبار حيث مكث سنة فيها.

## مسيرته
كان الشيخ إبراهيم شاعرا موهوبا منذ نشأته ، حيث نظم القصائد الوطنية ، والاجتماعية الهادفة ، حتى حمل لقب ‹شيخ الأدباء› ، وكان له تطلعات تقدمية فحول مجلسه إلى منتدى ومركز علمي ، وثقافي ، تقام فيه ندوات الشعر ، والبحث الفكري ، كما أسس نادي المحرق الأدبي الثقافي سنة 1920 م ، وساهم بشكل فعال بأنشاء مدرسة الهدايا الخليفية ، وتولى منصب نائب رئيس مجلس ادارتها سنة 1919 م ، ثم أسس مكتبة المحرق ، كما عين نائباً لرئيس مجلس المعارف البحريني ، له العديد من المصنفات جمعتها سنة 1968 م مديرية التربية والتعليم البحرينية ، عرفت بالمجموعة الكاملة لآثار الشيخ إبراهيم محمد الخليفة ، كما قدمت حفيدته الشيخة مي الخليفة ديوانه ، شيخ الأدباء إبراهيم بن محمد الخليفة سنة 1993 م . وقد وافته المنية سنة 1933 م .